# Johann Christian Friedrich Keferstein
Johann Christian Friedrich Keferstein (* 4. März 1752; † 1805) war ein deutscher Fachbuchautor und preußischer Landbaumeister in Brandenburg.

## Familie
Johann Christian Friedrich Keferstein war der erste Sohn unter 17 Kindern des Georg Christoph Keferstein (* 1723) und dessen Ehefrau Christiane Henriette, der Tochter des Pastors Jacobi aus Veckenstedt. Er war mit der Tochter Luise Sophie Henriette des Hofrats und Stadt- und Justizdirektors Brandenburgs W. G. Schlütte/Schlitte seit 1777 verheiratet und hatte mit ihr acht Kinder.

## Leben
In Halle an der Saale nahm 1776 Keferstein ein Jurastudium auf.
1779 wurde er Königlicher Landbaumeister und Mathematiklehrer an der Ritterakademie in Brandenburg. In Reckahn wurde eine Schule nach seinen Plänen gebaut. 1787 bis 1790 wurde nach seinen Plänen die Dorfkirche Rietz errichtet. 1788 bis 1791 wurde nach seinen Entwürfen eine neue Dorfschule in Caputh errichtet. Der 1840 abgebrannte Vorgängerbau der heutigen Saarmunder Kirche entstand 1792–1794 in Fachwerk nach Kefersteins Plänen.

## Werke
- Anfangsgründe der bürgerlichen Baukunst für Landleute, oder Anleitung wie die Landbewohner... Verlag Adam Friedrich Böhme, Leipzig 1776
- Anleitung zur Landbaukunst. Verlag Adam Friedrich Böhme, Leipzig 1791
- Anfangsgründe zu praktisch geometrischen Zeichnungen und Vermessungen die zur Anfertigung. Verlag Adam Friedrich Böhme, Leipzig 1778
- Anleitung zum Brücken- und Wasserbau. Verlag Adam Friedrich Böhme, Leipzig 1791[6]